# Doãn Nỗ
Thượng tướng quân Doãn Nỗ (尹弩, 1393-1439), còn được chép là Lê Nỗ (黎弩) là một khai quốc công thần thời nhà Lê sơ. Ông là một trong 50 tướng văn, tướng võ, tham gia cuộc Khởi nghĩa Lam Sơn của Lê Lợi ngay từ lúc đầu tiên vào năm 1418.

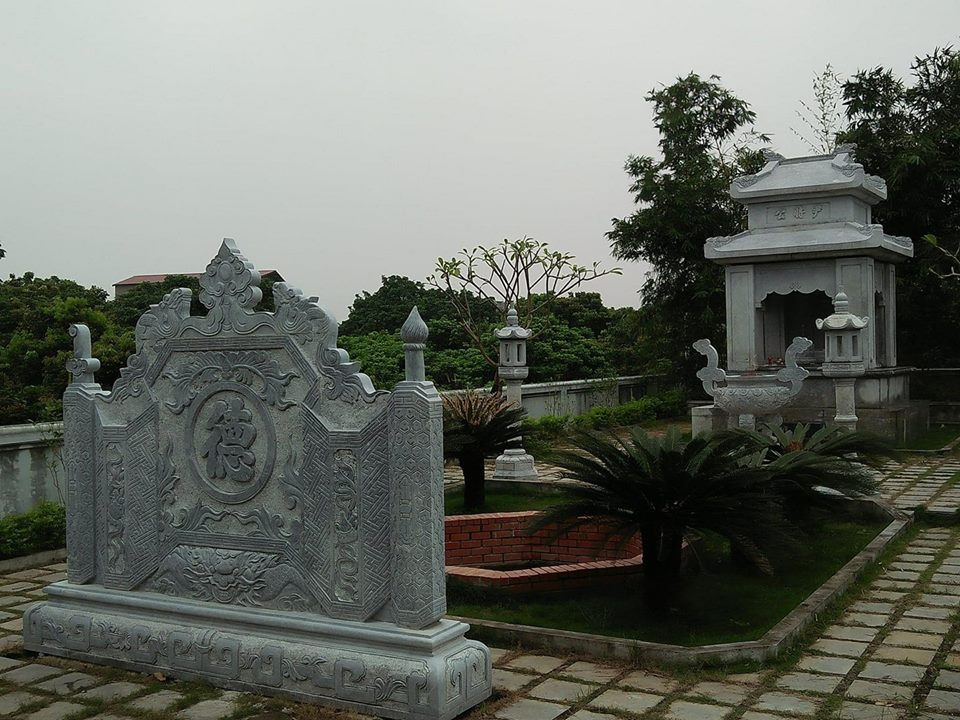
Lăng mộ Doãn Nỗ tại xã Phương Chiểu thành phố Hưng Yên tỉnh Hưng Yên.

## Thân thế
Doãn Nỗ có nguồn gốc xuất thân từ một vọng tộc khá lâu đời ở Kẻ Nưa (nay là làng Cổ Định, thị trấn Nưa, huyện Triệu Sơn, tỉnh Thanh Hóa). Tổ tiên của ông là Doãn Bang Hiến làm thượng thư hành khiển bộ Hình dưới triều Trần Anh Tông và Trần Minh Tông, từng đi sứ sang nhà Nguyên để giải quyết việc tranh chấp biên giới với Trung Hoa. Ông nội của Doãn Nỗ là Doãn Định (1312-1363) làm quan tới chức Giám sát ngự sử, sau bị bãi chức do ngăn Thượng hoàng Minh Tông đến ngự sử đài. Cha của Doãn Nỗ là Doãn Quyết (1344- 1410) đỗ tam trường, làm Cung hiển đại phu nhà Trần. Doãn Nỗ là con trai thứ hai của gia đình, anh trai ông là Doãn Năng về sau cũng làm quan dưới thời Lê Thái Tổ.

## Tham gia khởi nghĩa Lam Sơn
Năm Ất Mùi (1415) quân Minh vây ép tàn sát dân vùng Nông Cống giết hơn 3.000 người, riêng hương Cổ Na (Kẻ Nưa) chỉ còn 18 người chạy thoát, trong đó có hai anh em Doãn Năng, Doãn Nỗ. Sau hội thề Lũng Nhai năm 1416, Doãn Nỗ (Lê Nỗ) tìm về với Lê Lợi, trở thành 50 tướng soái đầu tiên tham gia khởi nghĩa Lam Sơn ngày 7 tháng 2 năm 1418. Theo Đại Việt thông sử của Lê Quý Đôn, viết: "..., tháng 1 năm Mậu Tuất (1418), nhằm niên hiệu Vĩnh Lạc triều Minh thứ 16, Hoàng đế dựng cờ khởi nghĩa ở Lam Sơn, xưng là Bình Định Vương, phong chức Đại tướng và chức Thừa Tướng cho: Lê Khang, Lê Luân, Lê Sao, Lê Lễ, Lê Hiêu, Lê Nhữ Tri, Lê Cố, Trịnh Thác, Trịnh Hối, Lê Thỏ, Lê Lý, Lê Xa Lôi, Lê Khắc Phục, Lê Định, Lê Lãng, Lê Vấn, Lê Cuống, Lê Chiêm, Lê Đệ, Lê Khiêm, Lê Trinh, Lưu Đàm, Lê Lâm, Lê Nghiệm, Lê Văn Giáo, Trần Đạt, Trần Khai, Lê Cảnh Thọ, Phạm Lung, Phạm Quỳ, Lê Sát, Trương Lôi, Trịnh Khả, Bùi Quốc Hưng, Lê Nỗ, Lê Liễu, Lê Nhữ Lãm, Lê Khả Lãng, Vũ Oai, Trịnh Vô, Lưu Hoạn, Trần Hốt, Đỗ Bí, Nguyễn Trãi, Lê Văn Linh, Lê Thận và Lê Văn An, chia nhau đốc suất đội quân Thiết đột ra đối địch với quân Minh.
"
Năm 1425, Lê Lợi cử ông cùng Trần Nguyên Hãn đem quân nam tiến vào đánh Tân Bình, Thuận Hóa (tức là các tỉnh từ Quảng Bình đến Thừa Thiên Huế ngày nay), mở rộng địa bàn kháng chiến chống Minh. Ông đã lập được công, giải phóng hai vùng này. Quân Minh phải rút vào thành cố thủ. Đại Việt sử ký toàn thư chép rằng: "...Ất Tỵ, (1425),..., Mùa thu, tháng 7 (âm lịch), vua dự đoán thành giặc ở các xứ Thuận Hóa, Tân Bình đã từ lâu không thông tin tức với Nghệ An và Đông Đô, bảo các tướng: "Người làm tướng giỏi ngày xưa bỏ chỗ rắn đánh chỗ mền, tránh chỗ mạnh đánh chỗ yếu, như thế chỉ dùng một nửa sức mà nên công gấp đôi". Bèn sai Tư đồ Trần Hãn và Thượng tướng Lê Nỗ (Doãn Nỗ) báo cho bọn Lê Đa Bồ đem hơn 1000 quân và 1 thới voi ra đánh các thành Tân Bình, Thuận Hoá và chiêu dụ nhân dân. Đến sông Bố Chính thì gặp giặc Minh, bọn Hãn đưa quân vào chỗ hiểm yếu, bí mật mai phục ở Hà Khương để nhử giặc. Tướng Minh là Nhậm Năng đem hết quân tiến vào. Bọn Hãn hợp binh tượng còn lại để đánh rồi giả cách thua chạy. Năng đuổi theo, quân mai phục đánh kẹp hai bên, giặc Minh tan vỡ, bị chém đầu và chết đuối rất nhiều. Bấy giờ, quân của Hãn và Nỗ có ít mà quân giặc còn rất đông, đã sai người báo gấp và xin thêm quân từ trước. Vua sai tiếp bọn Lê Ngân, Lê Bôi, Lê Văn An đem 70 chiếc thuyền chiến vượt biển đến thẳng chỗ đó. Đến khi được tin thắng trân của Nỗ, liền thừa thắng đánh vào các xứ ở Tân Bình, Thuận Hóa. Quân và dân các nơi bị giặc chiếm đều quy thuận. Quân Minh vào thành cố thủ. Thế là Thuận Hóa, Tân Bình đều thuộc về ta cả. Các tướng suy tôn vua (Lê Lợi) là "Đại thiên hành hóa"...." Lam Sơn thực lục của Nguyễn Trãi thì chép: "Khi ấy thành giặc ở mấy nơi Thuận-hóa, Tân-bình, cùng với Nghệ-an, Đông-đô, tin tức cắt đứt đã lâu. Nhà-vua bảo các tướng rằng: "Các bậc tướng giỏi đời xưa, bỏ chỗ vững, đánh chỗ núng; lánh chỗ thực, công chỗ hư. Như vậy thì dùng sức có nửa mà được công gấp đôi." Bèn sai bọn Lê Nỗ, Lê Bồ lĩnh hơn nghìn binh, một thớt voi, ra đánh các thành Tân-bình, Thuận hóa, và chiêu-mộ nhân-dân. Đến Bá chính gặp giặc, bèn dẫn quân vào chỗ hiểm mai-phục. Khi giặc đến sát quân ta, Lê Nỗ đem một thớt voi, cùng các quân khoẻ-mạnh, xông đánh trận giặc. Giặc bị chém đầu và chết đuối hơn nghìn người. Nhà-vua sai bọn Lê Triện, Lê Bôi, Lê văn An, đem bảy chục chiếc thuyền, vượt bể quấy thẳng vào sào-huyệt của quân giặc. Kịp khi được tin quân Nỗ, bèn thừa thắng cả phá được các nơi. Tân-bình, Thuận-hóa, hết thảy thuộc về ta cả. Vả chăng Tân-bình, Thuận-hóa, là nơi tâm-phúc của ta. Đã được đất ấy rồi, tất không còn mối lo nội-cố.,.."
Vùng Hà Khương, trận địa mai phục của Doãn Nỗ và Trần Nguyên Hãn, có thể nay là vùng đất thuộc các (thôn) làng Hà Môn (xã Cự Nẫm), (thôn) làng Khương Hà (xã Hưng Trạch), và một phần xã Liên Trạch đều của huyện Bố Trạch tỉnh Quảng Bình (vùng này nằm ở phía Nam sông Gianh, dọc theo tả ngạn (bờ phía Đông) sông Son (nhánh của sông Gianh, chảy ra từ động Phong Nha thị trấn Phong Nha)). Theo cuốn Phủ biên tạp lục của Lê Quý Đôn thì vào thế kỷ 18 các làng này là các xã thuộc hai tổng của châu Nam Bố Chính phủ Quảng Bình xứ Thuận Hóa: xã Hà Môn thuộc tổng Trứ Lễ; các xã Khương Hà, Cự Nẫm thuộc tổng Lương Xá.
Theo Nguyễn Đình Ước và Lê Đình Sỹ trong bài tham luận: Doãn Nỗ và cuộc tiến công giải phóng Tân Bình Thuận Hóa, thì: Trong trận này, Doãn Nỗ đảm nhận vị trí chỉ huy quân mai phục, dựa vào chỗ hiểm để bố trí trận địa ở Hà Khương. Trần Nguyên Hãn dẫn quân khiêu chiến, nhử quân Minh vào trận địa mai phục. Sau đó cùng Lê Ngân, Lê Văn An, Lê Bôi đánh chiếm đất đai, bao vây thành trì, giải phóng vùng rộng lớn tới tận phía bắc Hải Vân (nay là các tỉnh bắc Trung Bộ: Quảng Bình, Quảng Trị và Thừa Thiên Huế).

## Công thần Hậu Lê
Sau khi kháng chiến chống Minh thắng lợi, ông được ban quốc tính nên còn gọi là Lê Nỗ. Theo bản sao Lam Sơn thực lục của Lê Sát, trong đợt xét công ban thưởng năm Thuận Thiên thứ nhất, 20 tháng 2 năm Mậu Thân (1428), Doãn Nỗ được Lê Lợi phong làm Trung lượng đại phu, Tả bổng thánh vệ tướng quân, tước Trí tự.
Sau đó, Doãn Nỗ được phong Trụ quốc công thượng tướng quân quân quản đạo Sơn Nam (Tư lệnh "quân khu" Sơn Nam - thuộc địa bàn các tỉnh phía nam Đồng bằng sông Hồng ngày nay). Doãn Nỗ được ban ấp lộc điền ở Phương Chiểu huyện Tiên Lữ trấn Sơn Nam Thượng. (Khi nhậm chức ở Sơn Nam, ông đưa gia đình chuyển từ làng Hạ Yên Quyết (làng Cót) ở kinh thành về Phương Chiểu.) Đến năm ông mất, là năm Kỷ Mùi niên hiệu Thiệu Bình thứ 6 (1439), vua Lê Thái Tông thăng cho ông chức Tráng sĩ vệ đồng tri chư quân sự, phong tước Quan phục hầu.
Lăng mộ và đền thờ ông hiện đặt tại xã Phương Chiểu, trước thuộc huyện Tiên Lữ (Phù Tiên cũ), nay thuộc thành phố Hưng Yên, tỉnh Hưng Yên.

## Vinh danh
Các triều vua về sau tiếp tục truy tặng tước hàm cho ông: Năm Diên Ninh thứ nhất (1454) vua Lê Nhân Tông tặng Quan nội hầu, tới năm Quang Thuận thứ 5 (1464) vua Lê Thánh Tông tặng Á hầu.

Bằng công nhận di tích lịch sử về danh nhân Doãn Nỗ

Ủy ban Nhân dân thành phố Đà Nẵng lấy tên ông đặt tên cho một con đường trong nội đô, thuộc quận Hải Châu, gọi là đường Lê Nỗ. Đường Lê Nỗ này rộng 15,5 m chạy dọc mặt tiền chợ đầu mối Hoà Cường thuộc khu dân cư Khuê Trung – Đò Xu – Hòa Cường.
Ngày 14 tháng 12 năm 2009, Hội đồng Nhân dân tỉnh Hưng Yên ra quyết định số: 193/2009/NQ-HĐND, lấy tên Doãn Nỗ để đặt cho một con đường đô thị ở thành phố Hưng Yên là phố Doãn Nỗ (ký hiệu đường là ĐĐT.60), rộng 15,5 m, dài 330 m, điểm bắt đầu từ đường Triệu Quang Phục, điểm kết thúc ở đường Chùa Đông, nằm trong Khu dân cư bắc đường Tô Hiệu.